# فهرست ایرانیان شرکت‌کننده در المپیک از دیگر کشورها
این فهرست ورزشکارانی را در بردارد که ایرانی هستند و در بازی‌های المپیک برای کشوری جز ایران شرکت کرده‌اند.

## فهرست
| نام                        | کشور      | رشته                 | المپیک                    | توضیحات                          |
| -------------------------- | --------- | -------------------- | ------------------------- | -------------------------------- |
| سیامک غفاری                | آمریکا    | کشتی فرنگی           | ۱۹۹۲ بارسلون ۱۹۹۶ آتلانتا | مدال نقره وزن ۱۳۰ کیلوگرم (۱۹۹۶) |
| آندره آغاسی                | آمریکا    | تنیس                 | ۱۹۹۶ آتلانتا              | مدال طلا تک‌نفره مردان            |
| رسول امانی                 | نیوزیلند  | کشتی فرنگی           | ۲۰۰۰ سیدنی                |                                  |
| بابک امیرطهماسب            | فرانسه    | کانو                 | ۲۰۰۰ سیدنی ۲۰۰۴ آتن       |                                  |
| سعید آذربایجانی            | کانادا    | کشتی آزاد            | ۲۰۰۸ پکن                  |                                  |
| فرزاد تاراش                | استرالیا  | کشتی آزاد            | ۲۰۱۲ لندن                 |                                  |
| سیده مارال فیض‌بخش بازرگانی | آلمان     | دوی ۴۰۰ × ۴ متر تیمی | ۲۰۱۲ لندن                 |                                  |
| سامان طهماسبی              | آذربایجان | کشتی فرنگی           | ۲۰۱۲ لندن ۲۰۱۶ ریو        |                                  |
| صباح شریعتی                | آذربایجان | کشتی فرنگی           | ۲۰۱۶ ریو                  | مدال برنز وزن ۱۲۵ کیلوگرم        |
| راحله آسمانی               | بلژیک     | تکواندو              | ۲۰۱۶ ریو                  |                                  |
| میلاد بیگی                 | آذربایجان | تکواندو              | ۲۰۱۶ ریو                  | مدال برنز وزن ۸۰- کیلوگرم        |
| سعید ملایی                 | مغولستان  | جودو                 | ۲۰۲۰ توکیو                | مدال نقره وزن ۸۱ کیلوگرم         |
| کیمیا علیزاده              | بلغارستان | تکواندو              | ۲۰۲۴ پاریس                | مدال برنز وزن ۵۷-کیلوگرم         |